# بخش مرکزی شهرستان چناران
بخش مرکزی شهرستان چناران یکی از بخش‌های شهرستان چناران در استان خراسان رضوی ایران است.

## تقسیمات کشوری
بخش مرکزی شهرستان چناران در سال ۱۳۱۶ تأسیس شد و پس از تأسیس شهرستان چناران در سال ۱۳۶۸، نام آن به بخش مرکزی شهرستان چناران تغییر یافت که شامل دو دهستان چناران و رادکان بود. بر اساس مصوبهٔ هیئت وزیران در تاریخ ۲ تیر ۱۳۷۲ دهستان بقمچ نیز در محدودهٔ این بخش تأسیس شد.
براساس آخرین تقسیمات، این بخش از ۲ دهستان و ۱ شهر تشکیل شده‌است:
- بخش مرکزی
  - دهستان چناران
  - دهستان بقمچ

شهر: چناران

## جمعیت
بنابر سرشماری مرکز آمار ایران، جمعیت بخش مرکزی شهرستان چناران در سال ۱۳۹۵ برابر با ۶۶۸۷۱ نفر بوده است.